# Екатерина Златоустова
Екатерина Златоустова е основателка и председателка на Дружеството на българките с висше образование (ДБВО), учителка, държавна служителка, публицистка, преводачка, лингвистичка, критик и историк. Като представителка на първото поколение български интелектуалци Екатерина Златоустова посвещава живота си на обществена и образователна дейност, която подкрепя професионалното развитие на жените в сферата на правото, образованието, литературата и изкуството.

## Биография
Екатерина Златоустова, родена на 22 септември 1881 г. във Варна е първото от четирите деца на офицера Христо Станчев-Златоустов (1858 – 1900) и учителката Кръстина Бацарова (1860 – 1942). Първите години от своя живот Екатерина прекарва в Петербург (Русия), където баща ѝ убеден русофил работи като слушател в Юридическата военна академия. Скоро след своето завръщане в България Христо Златоустов умира в дуел, което дълбоко белязва житейския път на Екатерина и нейното семейство. Обожанието и възхищението към своя баща Екатерина носи през целия си живот, което по-късно става и основна причина за нейното желание да се въвлече в писателска и публицистична дейност. След смъртта му Екатерина и нейното семейство преминават през труден финансов и емоционален период, в който силна роля изиграва семейството на нейната майка. Силната фигура на властна и ерудирана майка също повлиява сериозно на личностното и професионално формиране на младата публицистка, а в спомените си Златоустова ѝ приписва заслугите за „издигната и благоприятна за развитието ѝ среда“, както и за полученото „разумно и с определена цел възпитание“. Кръстина Бацарова е основателка на Бургаското женско дружество (1896), чиновничка в Университетската библиотека и собственичка на девически пансион, субсидиран от МНП.
В своите юношески години между 11 и 17 като ученичка на I Софийска девическа гимназия Екатерина живее със семейството на своята майка. Фамилията е представител на възрожденската интелигенция по онова време, която успява да предаде на своите деца и внуци афинитет към образование и социална чувствителност. Глава на семейството е дядо ѝ Никола Бацаров (1818 – 1892) от Калофер, а вуйчо ѝ е бъдещият екзарх Йосиф. От началото на своето преместване в София, младата девойка е под контрола на своята леля Кириякица Бацарова-Клявкова (1852 – 1904), учителствала в Шумен. Въпреки това най-близък контакт Екатерина е имала със своя вуйчо Иван Бацаров (1863 – 1951), уважаван и ценен лекар, началник на Военната санитарна служба, ръководител на Противочумния институт, член на Върховния медицински съвет, Лекарския съюз и Червения кръст. През целия си живот връзката между двамата остава много силна и важна за Екатерина, като тя в известна степен е компенсирала липсата на бащина закрила и съвети в нейното съзряването и израстване. В най-трудните моменти от нейния живот съзнанието оставено от вуйчо ѝ, че „отчаянието е достояние на слабите натури, каквато ти не си и не трябва да бъдеш“ вдъхва кураж и сила на Екатерина. Времето прекарано в сплотеното семейство на Бацарови е сред малкото безгрижни и щастливи периоди в живота ѝ, когато младата девойка се увлича по четене в оригинал на руските класици, свири на пиано любимите си творби от Менделсон и Моцарт, учи немски и френски.

## Професионален път

### Преподавателска дейност
В I Софийска девическа гимназия Екатерина Златоустова развива своя потенциал, получавайки солидната и престижна подготовка от елитната девическа гимназия, която също така ѝ дава примера на нейните учителки сред които е и Екатерина Каравелова. Въпреки доброто си средно образование, поради крайната бедност на нейното семейство Екатерина отлага понататъшното си образование и се насочва към учителската дейност, професия „традиционна“ за „втория пол“ по онова време. През 1902 г. Екатерина получава стипендия от Славянското общество за Висшите (Бестужевски) женски курсове в Петербург, където се записва като студентка по история и старателно овладява основите на науката. Този период изиграва важна роля във формирането на нейните феминистки възгледи, повлияни от кръговете на жени вълнуващи се от руска популистка идеология. Допълнително влияние в тази промяна има и нейният братовчед Стефан Йончев (1881 – 1904), привърженик на руския социализъм, публицист и критик, който ѝ пише, че иска да види в нея „новата жена“, включила се „в редовете на ония милиони борци-жени, които не се спират пред нищо, когато е работа за подобрение положението на народа изобщо и на жената частно“. Петербургският период се отпечатва в сърцето на Екатерина и с приключването на една платонична връзка, която я превръща от енергична и жизнерадостна девойка в сдържана и рационална жена. Младата жена е силно завладяна от 'Женския въпрос', чете новите идеологии от М.Н. Вернадская и Н.И. Пирогов, както и следи дейността на Н.А. Белозерская.
По това време Екатерина мечтае за кариера в научната дейност, но необходимостта от финансова стабилност предопределят избора на професия като учителка през следващите години от нейното завръщане в България. В периода между 1905 – 1907 г. тя започва да преподава история, география, български и руски в Шуменската девическа гимназия, а по-късно се мести в местното Девическо педагогическо училище (1907 – 1908) и в Първа софийска девическа гимназия (1908 – 1911, 1914 – 1918). В преподавателската си практика Екатерина се запознава и създава трайни приятелства със свои колежки и съмишнички сред които са Д-р Ж. Драгнева, Т. Касабова, д-р Р. Ганева, Т. Аврамова-Метева, Д. Юрданович, Св. Чардафонова, Кр. Гичева-Михалчева и заедно по-късно създават Дружеството на българките с висше образование. Учителстването доближава Екатерина до разбиранията на нейната майка за връзката между национализъм, просвещение и еманципация на жените. За нея „учителството е обществена служба“ равна на родителската дейност и като нея е свързана с „много отговорности за бъдещето на младото поколение“. Същевременно темата за национализма вълнува Екатерина до смъртта ѝ като тя самата заявява „Българският народ получи свободата си преди още да бъде готов да я използва както трябва“, което е довело след себе си липсата на идеал в младежта, получила без усилия охолен живот, държавна трапеза и кариеризъм.

### Държавна служба към Министерство на народната просвета (МНП)
В живота си Екатерина Златоустова се е възползвала от всяка предложена възможност да развие своите знания и потенциал, затова и съвсем логично когато ѝ е предложена позиция в Университетската библиотека (1911 – 1914) тя приема. През 1918 тя получава работа в Централното управление на МНП, ставайки една от малкото жени наети по онова време в държавната администрация. След края на Първата Световна война се забелязва световна тенденция повече жени да бъдат наемани във висшата администрация на държата, като първоначално те са заемали мястото си в отначало в министерствата определяни като по-женски (образование и здравеопазване), а по-късно и в непристъпното Външно министерство. През 1925 Екатерина заминава за Париж, където като държавен служител тя изучава организацията на френското образование и на държавните гимназии. Златоустова е заета да чете в библиотеките на Сорбоната, на Педагогическия музей и на Националното училище за живи източни езици, където се състои и съдбовната ѝ среща с Леон Болио, френски славист и българист. Когато той поема Катедрата по български език и литература, Екатерина е поканена да му помага в упражненията за начинаещи и напреднали, както и да редактира неговата „Българска граматика“ на френски език. В този период Златоустова осъществява мечтата си да преподава в университет и се посвещава на работа за близкото приятелство между България и Франция.

### Дружество на българките с висше образование (ДБВО)
През май 1924 г. Екатерина Златоустова заедно с Живка Драгнева основават Дружеството на българките с висше образование (ДБВО), в което първоначално са привлечени колежки и ученички от Софийската девическа гимназия, а по-късно и дамския интелектуалният елит от художнички, музикантки, медички, архитектки, юристки, филоложки. Основната идея около която всички тези жени са обединени е именно утвърждаването на образа на образованата жена и улесняването на нейното професионално реализиране. Екатерина използва своя влиятелен пост в МНП, за да установи дейността на сдружението, както и да предотврати реформите в девическото образование и статута на учителните през 20-те години. Участничките в ДБВО се противопоставят остро на опитите да се ограничи достъпът на българките до висше образование, както и на този до труд. Те ясно заявяват, че образованието е сфера 'отвоювана' за реализация на 'втория пол', която следва да бъде пазена като пример за женската активност, за разлика от области като наука, съдилища, дипломация, банки, където жените все още не успяват да намерят своето място като равностойни на мъжете.
ДБВО става член на Международната федерация на университетските жени – културна, феминистка и пацифистка организация, която е част от разклонената мрежа на Обществото на народите. В този период Златоустова е в активна и непрестанна кореспонденция с федерацията, присъства на нейните форуми в Брюксел, Прага, Будапеща, Стокхолм и се стреми идеите ѝ да достигнат и до българската интелигенция. Златоустова е добър оратор на публични лекции, опитен публицист в редица статии и цяла книга тя се стреми към това да развива разбирането, че противоречията в културното пространство трябва да отстъпят пред съгласието и сътрудничеството. В този труден и сложен процес, Златоустова е не в ролята на учебник, а на учител, който се заема да формира и развива пацифистко съзнание у младото поколение.

## Последни години
В последните години от своя живот, когато в държавата настъпват сериозни политически и социални промени след 1944, Златоустова се изправя пред ново изпитание на своите идеи и морална воля. Последните години тя се посвещава на своето изначално призвание, а именно историческата дейност, като прави опит да осъществи своята мечта да създаде биография на своя дядо Никола Бацаров. Тя посвещава 42 г. на тази своя мечта, като за целта се заема да подреди детайлен архив на неговия живот, пазен като фамилна ценност. Благодарение на този архив е хвърлена светлина върху части от историята на просветното и църковното движение в Северна Добруджа, Шуменско и Варненско, хвърлена е светлина върху теми като униатската и протестантската пропаганда, честването на празника на Св. св. Кирил и Методий, участието на българите в Кримската война. Екатерина определя тази своя дейност като своя „голям труд“, което ѝ дава възможност да осъществи връзка с редица специалисти по османотурски, църковно пеене и теология, краеведи, един от които е и Димо Минев.
Кореспонденцията между двамата показва ясно промяната в мисленето и времето между нейното и неговото поколение и тя вцепенено констатира: „живеем от днес за утре, нямаме желание да предприемаме каквато и да било работа и едничката ни грижа е да оцелеем в тази хала“. Докато Минев е загледан в това да настоява, тича, нахалства и да познава овластените, Златоустова има все още илюзии, че нейните биографии на М. Райкович, на братовчед ѝ Ст. Йончев и на Бацаров ще бъдат публикувани и това ще ѝ „донесе не само морално задоволство, но и чувствителна материална подкрепа“. Златоустова не губи надежда да намери спонсори за своите публикации и макар когато решава да ги издаде със свои средства и дарения на Св. Синод получава предупреждения, че те ще попаднат под сериозна критика и няма да бъдат публикувани заради цензура. През 1950 – 51 биографиите на Райкович и Йончев са откупени от Синода и от БАН и не се отпечатват. Авторката им иска поне да издаде монографията на своя дядо Бацаров, но поради отказа ѝ да направи промени в текста също остава неотпечатана.
В края на живота си Златоустова демонстрира силата и устойчивостта на духа си, който е притежавала винаги. Нейният идеализъм, културно мисионерство, професионализъм, гражданско поведение, които изцяло противоречат на новите условия не угасват в нея до края на дните ѝ. Тя запазва своето отношение и поведение на свободен човек и въпреки цензурата поддържа кореспонденция с френските си приятели, и се мъчи да запази чрез Международната федерация на университетските жени съществуването на ДБВО (1951). Само няколко месеца преди смъртта си Екатерина изповядва себе си, пишейки: „аз си нося кръста без огорчение и с голям кураж“. През 1952, прекъсва житейският път на Екатерина Златоустова в София, България.